# Dirk Schoon
Dirk Jan Schoon (Ijmuiden, 20 dicembre 1958) è un vescovo vetero-cattolico olandese.

## Biografia
È stato eletto alla carica di vescovo di Haarlem il 19 aprile 2008 in seguito alla morte del suo predecessore Jan Lambert Wirix-Speetjens, e ha ricevuto l'ordinazione il 29 giugno successivo nella Chiesa di San Bavo di Haarlem per mano dell'arcivescovo di Utrecht Joris Vercammen, coadiuvato dal ceco Dušan Hejbal e dall'anglicano David Hamid (vescovo suffraganeo per l'Europa della Diocesi di Gibilterra in Europa della Chiesa anglicana).
A differenza del suo consacratore principale e del suo predecessore è nativo dei Paesi Bassi e non proviene dalla Chiesa cattolica.
Il 30 gennaio 2009 è succeduto a Dušan Hejbal come delegato della Conferenza episcopale vetero-cattolica internazionale per la Chiesa vetero-cattolica di Svezia e Danimarca.

## Genealogia episcopale
La genealogia episcopale è:
CHIESA CATTOLICA
- Cardinale Scipione Rebiba
- Cardinale Giulio Antonio Santori
- Cardinale Girolamo Bernerio, O.P.
- Arcivescovo Galeazzo Sanvitale
- Cardinale Ludovico Ludovisi
- Cardinale Luigi Caetani
- Vescovo Giovanni Battista Scanaroli
- Cardinale Antonio Barberini iuniore
- Arcivescovo Charles-Maurice le Tellier
- Vescovo Jacques Bénigne Bossuet
- Vescovo Jacques de Goyon de Matignon
- Vescovo Dominique Marie Varlet

CHIESA ROMANO-CATTOLICA OLANDESE DEL CLERO VETERO EPISCOPALE
- Arcivescovo Petrus Johannes Meindaerts
- Vescovo Johannes van Stiphout
- Arcivescovo Walter van Nieuwenhuisen
- Vescovo Adrian Jan Broekman
- Arcivescovo Jan van Rhijn
- Vescovo Gisbert van Jong
- Arcivescovo Willibrord van Os
- Vescovo Jan Bon
- Arcivescovo Johannes van Santen

CHIESA VETERO-CATTOLICA
...
* Vescovo Jan Lambert Wirix-Speetjens
- Arcivescovo Joris August Odilius Ludovicus Vercammen
- Vescovo Dirk Jan Schoon

## Collegamenti
http://www.okkn.nl Sito ufficiale della Chiesa vetero-cattolica dei Paesi Bassi